# Conducte de Santorini
La majoria de les persones tenen un sol conducte pancreàtic. No obstant això, algunes tenen addicionalment un conducte pancreàtic accessori anomenat també conducte de Santorini, que és el resultat de la persistència de la porció proximal del conducte dorsal del pàncrees embrionari i desemboca directament en la segona part (la vertical) del duodè per la papil·la duodenal menor. Té diverses variants morfològiques. Rep el seu nom per Giovanni Domenico Santorini (1681–1737), anatomista venecià que el descrigué per primera vegada al seu llibre Observationes anatomicae (1724).
El conducte pancreàtic accessori actua com un sistema de drenatge secundari que disminueix la pressió al conducte de Wirsung, fet que pot ser un factor preventiu de la pancreatitis aguda, particularment a l'hora de practicar determinats procediments exploratoris i terapèutics del pàncrees i de la via biliar.
La dilatació quística de l'extrem distal del conducte de Santorini, també anomenada santorinicele per alguns autors, és una patologia infreqüent caracteritzada per la presència d'una formació amb aspecte de pòlip en la papil·la duodenal accessòria i abdominàlgies postprandials recurrents. Sol estar associada a una partició pancreàtica congènita completa o incompleta i excepcionalment origina una litiasi obstructiva.